# 미야가와쵸

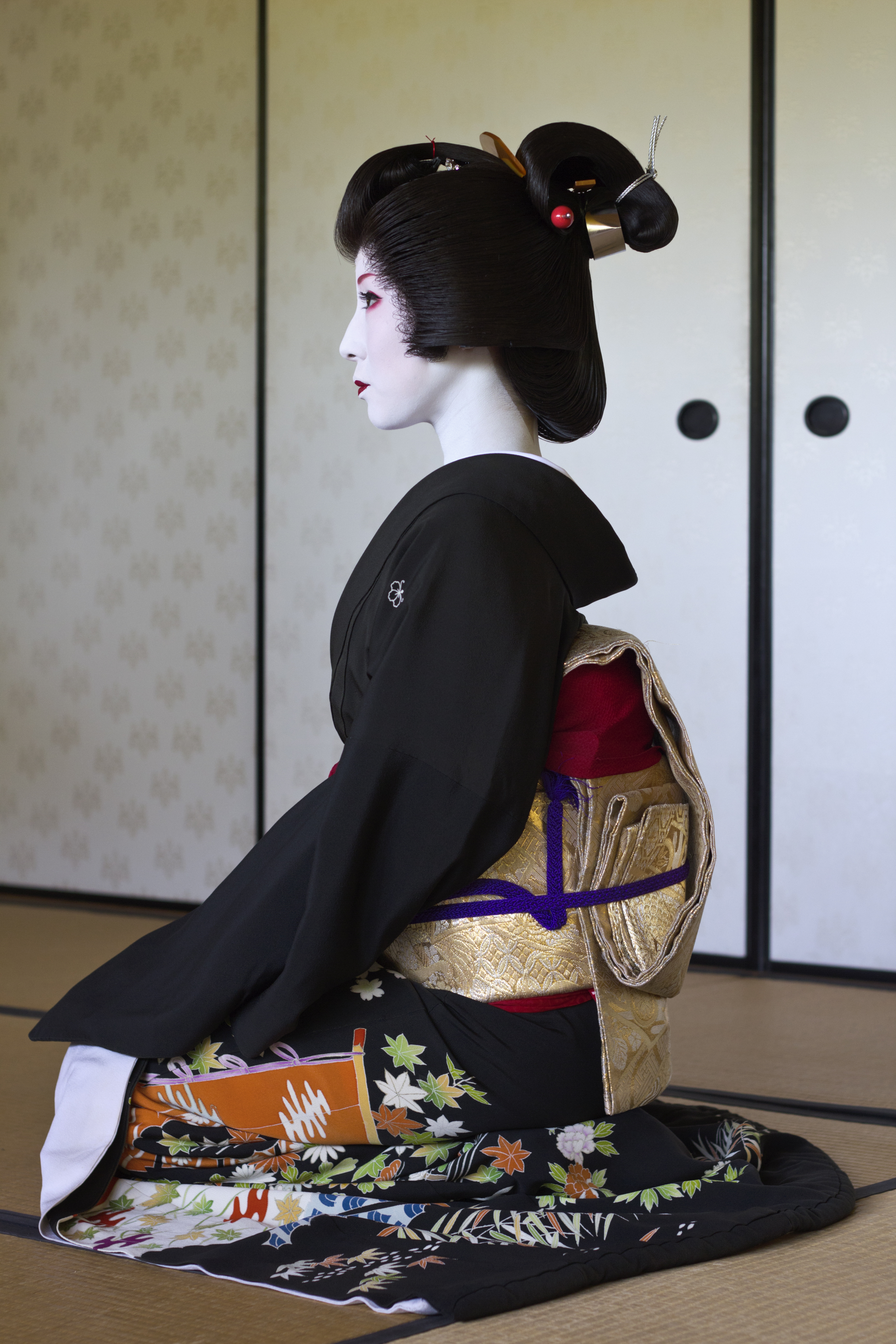
미야가와쵸의 게이코

미야가와쵸(일본어: 宮川町)는 일본 교토의 하나마치 중 한 곳이다. '미야가와'는 "신성한 강"을 뜻하며, 이 강은 가모가와강을 일컫는다. '쵸'는 "마을"을 뜻한다.

## 같이 보기
- 하나마치
- 기온 (교토시)